# HD 269810
HD 269810 är en ensam stjärna belägen i Stora magellanska molnet i den mellersta delen av stjärnbilden Svärdfisken. Den har skenbar magnitud av ca 12,22 och kräver ett teleskop för att kunna observeras. Baserat på parallaxmätning inom Hipparcosuppdraget på ca 0,029 mas, beräknas den befinna sig på ett avstånd på ca 112 000 ljusår (ca 34 000 parsek) från solen. Den rör sig bort från solen med en heliocentrisk radialhastighet på ca 303 km/s. Den är av de ljusaste stjärnorna i Stora magellanska molnet.

## Egenskaper
HD 269810 är en blå till vit jättestjärna av spektralklass O2 III(f*), som har börjat dess utveckling bort från huvudserien. Den spektrala egenhetskoden (f*) anger starka NIII-emissionslinjer, ännu starkare NNIV-emissionslinjer och svaga HeNII-emissionslinjer. Den har en radie som är ca 18 solradier och har ca 2 200 000 gånger solens utstrålning av energi från dess fotosfär vid en effektiv temperatur av ca 52 500 K. Den höga temperaturen medför en stark stjärnvind på 3 750 km/s, som sprider ut över en miljondels solmassa per år. År 1995 uppskattades HD 269810 ha 190 gånger solens massa och ansågs vara den tyngsta kända stjärnan, men massan tros nu motsvara ca 130 solmassor.

## Utveckling
Stjärnor så massiva som HD 269810 med metallicitet som är typisk för Stora magellanska molnet kommer att upprätthålla nästan homogen kemisk struktur på grund av stark konvektion och rotationsblandning. Detta ger stark ökning av helium- och kväveytans överskott även vid fusion av väte i kärnan. Deras rotationshastighet kommer också att minska avsevärt på grund av massförlust och ytinflation, varför sprängning med åtföljande gammastrålning är osannolik när denna typ av stjärna når kollaps av kärnan. De förväntas utvecklas direkt till Wolf-Rayet-stjärnor, passera genom WN-, WC- och WO-stadierna innan de exploderar som en supernova av typ Ic och efterlämnar ett svart hål. Den totala livslängden torde vara ca 2 miljoner år, med ett spektrum av O-typ under större delen av den tiden före en kortare period med ett WR-spektrum.